# Ryszard Białowąs
Ryszard Białowąs, né le 14 juillet 1947, à Sulechów, en Pologne et décédé le 23 février 2004, à Wrocław, en Pologne, est un ancien joueur polonais de basket-ball. Il évolue durant sa carrière au poste de meneur.